# Estádio Pocitos
Estádio Pocitos foi um estádio multiuso localizado no bairro de Pocitos, Montevidéu, Uruguai.
Foi utilizado principalmente para partidas de futebol do clube proprietário, o Peñarol, de 1921 a 1933. O estádio foi demolido entre 1937 e 1946, pois o Penñarol começara a mandar seus jogos no Estádio Centenário, além disso, devido ao aumento da parte urbana da cidade que invadiu o campo.

## Copa do Mundo FIFA de 1930
Sediou duas partidas da Copa do Mundo FIFA de 1930. Foi neste estádio que ocorreu o primeiro gol da história das Copas, através do jogador francês Lucien Laurent.
| Data     | 1ª equipe | Placar | 2ª equipe | Fase    |
| -------- | --------- | ------ | --------- | ------- |
| 13 julho | França    | 4–1    | México    | Grupo 1 |
| 14 julho | Romênia   | 3–1    | Peru      | Grupo 3 |